# ハイブリッドメソン
ハイブリッドメソンとは、仮説上の粒子の一つ。異種中間子の一種である。安井繁宏の研究では、ハイブリッドメソンがチャームクォーク、反チャームクォーク、グルーオンの3体系である場合と、反チャームクォークが反ボトムクォークである場合でそれぞれ質量や崩壊確率の評価が行われた。

## 文献
1. ↑  安井 繁宏. “チャーム・ボトムハドロン分子/原子核の解明に向けた重いハドロン有効相互作用の構築”. researchmap. 2022年9月3日閲覧。